# 苯甲酸苄酯
苯甲酸苄酯是由苯甲酸和苯甲醇缩合得到的酯类化合物，有多个重要用途。

## 合成方法
一种合成方法是以苯甲酸和苯甲醇为原料通过酯化反应合成。另一种方法是从苯甲醛的季先科反应得到。

## 苯甲酸苄酯的用途
苯甲酸苄酯作为杀疥药和灭虱药使用，已被列入世界卫生组织基本药物标准清单。可用做涂料、纤维和聚合物的增塑剂。

## 参看资料
1. ↑  Kamm, O.; Kamm, W. F. (1941). "Benzyl benzoate". Org. Synth.; Coll. Vol. 1: 104.
2. ↑  . Patient UK. 2005-02-10. （原始内容存档于2012-06-08）.